# Kurjak (Udbina)
Kurjak je naselje u Hrvatskoj, Ličko-senjska županija, općina Udbina (mikroregija Krbava). Ime naselja potječe od srednjovjekovne hrvatske velikaške obitelji Kurjak koja je držala u svom posjedu ovaj dio Krbave[nedostaje izvor].

## Zemljopis
Selo se nalazi na Krbavi, 8 km jugozapadno od Udbine.

## Stanovništvo
- 2001. – 6
- 1991. – 134 (Srbi – 131, Hrvati – 1, ostali – 2)
- 1981. – 414 (Srbi – 367, Jugoslaveni – 37, Hrvati – 2, ostali – 8)
- 1971. – 540 (Srbi – 516, Jugoslaveni – 15, Hrvati – 3, ostali – 6)

| broj stanovnika | 1005  | 612   | 508   | 550   | 639   | 607   | 632   | 529   | 382   | 331   | 310   | 223   | 168   | 134   | 6     | 28    | 15    |
|                 | 1857. | 1869. | 1880. | 1890. | 1900. | 1910. | 1921. | 1931. | 1948. | 1953. | 1961. | 1971. | 1981. | 1991. | 2001. | 2011. | 2021. |